# Conjetura de gravedad débil
La conjetura de gravedad débil (WGC, por sus siglas en inglés) es una conjetura sobre la intensidad que la fuerza de gravedad puede tener en una teoría de gravedad cuántica en relación con la intensidad de las fuerzas gauge presentes en la teoría. Básicamente afirma que la gravedad deberá ser siempre la fuerza más débil en cualquier teoría consistente de gravedad cuántica.